# 大衛·普克德
大衛·普克德（英語：David Packard，1912年9月7日—1996年3月26日），美国惠普公司的创始人之一。1939年，大衛·普克德与威廉·惠利特共同创办了HP公司。1969年至1971年间，他在尼克松内阁中担任美国国防部副部长。

## 生平
1930年，普克德进入斯坦福大学学习。1934年，普克德从斯坦福大学毕业。1938年，普克德获得斯坦福大学电子工程硕士学位。
1939年，普克德与惠利特在普克德住宅的车库里以$538美元的资金创立了惠利特-普克德公司，簡稱惠普。公司名称得名于两人姓氏的合称。普克德曾经在他的《惠普之道》中写道，两人通过掷硬币决定了公司名称中两人姓氏的先后顺序，结果惠利特获胜。